# Zöld ház (Miskolc)
A „Zöld ház” (Klier-ház) Miskolcon, a Kazinczy és a Széchenyi utca sarkán áll (Kazinczy utca 2.).

## Története

### A Kazinczy utca kialakulása
Miskolc középkorban kialakult utcahálózatához képest a Kazinczy utca új képződmény, csak 1794-ben alakították ki. Addig a városon áthaladó szekeres áruszállítás keskeny, kacskaringós útvonalon jutott el Szentpéter irányába. A Csabai kapu felől érkezők útja a Mindszenti templom előtt elkanyarodott a Papszer és az Alsó-Papszer (ma Rákóczi utca) felé, majd a Piac utcán át a Kossuth vagy a Déryné utcán haladtak észak felé. Csak ezt követően kanyarogva érték el a városból kivezető utat. Az új útvonal kialakítására elengedhetetlen szükség volt, és a diósgyőri koronauradalom (a város földesura) kezdeményezésére került sorra. A koronauradalom a tervek elkészítésére öttagú szakbizottságot bízott meg (közülük Reindl Ferenc és Klier Vencel neve maradt fenn). A tervek értelmében 14 telket vágtak át és 11 épületet lebontottak. Sajátos tény, hogy – mivel az új útvonalra olyan szükség volt és új telekkialakításokra nyílt lehetőség – még az érintettek sem ellenezték a megvalósítását. Az utca végén hidat kellett építeni a Pece-patak fölött, és az egész utca erről a vörös színre festett hídról kapta hivatalossá is váló nevét: Vereshíd utca. Kazinczy Ferenc nevét 1859-ben, a költő születésének centenáriumi ünnepségei során kapta az utca.

### Az épület története
Az új utca első reprezentatív épülete a kétemeletes, eklektikus stílusban épült Három Rózsa Szálló volt, amely egy korábban itt állt földszintes szállodaépület helyén épült, 1878-ra lett kész. A mai „zöld ház” a szembeni sarkon épült fel. Egy 18. századi térkép szerint a telken Imre András faháza, majd 1817-ben Kraudi Benjámin József újonnan épült háza állt. A mai épület felépítésére Horváth Lajos tulajdonos kért engedélyt. A klasszikus alapokon főleg eklektikus elemeket hordozó, hatalmas alapterületet elfoglaló épület 1879 és 1881 között épült fel. Horváth az 1890-es években újabb engedélyért fordult a mérnöki hivatalhoz, ezúttal egy utcai portál kialakítására, eszerint az épület földszintjén üzletek helyezkedtek el. A Széchenyi utcai fronton 1895-ben a szomszédos Mahr-házból ide terjeszkedett Mahr Károly nevezetes fűszerkereskedése, később Kellner és Fodor „Kígyó”, majd a Baruch-féle „Fehér Kígyó Gyógyszertár” működött. Az 1940-es években a Nemzeti Hitelintézet Rt. (Hitelszövetkezet) bérelte mindkét utcai front jelentős részét, majd az államosítás után évtizedekig az Állami Biztosító 1. számú fiókjának ügyfélszolgálata és irodái, valamint csemegeüzlet volt benne. A 2010-es években a Széchenyi utcán cukrászda és pénzváltó, a nyugati oldalon pedig többnyire kisebb boltok vannak (órás, ékszerész, sörös, fodrász-kozmetikus üzlet).

## Leírása
A 20. század elején készült fényképek alapján az épület külső megjelenése jelentősen eltér az eredeti állapottól, az egymást követő felújítások során lecsupaszították, megfosztották minden díszétől, még erkélyeitől is. Egy 1957-es fotón erkély és mellvéd már nincs, de a homlokzati díszek – ha leromlott állapotban is – még megvannak, a földszinti rész viszont teljesen átalakult. Az ismertető az eredeti állapotnak megfelelő kialakítást tartalmazza.
Az épület meglehetősen terjedelmes: Széchenyi utcai homlokzata 16 méter hosszú, a Kazinczy utcai 48 méter. A főutcai homlokzat 2+3+2 tengelyes elrendezésű, a középső három tengelyt – kissé kiemelve – rizalittal és erkéllyel díszítették. A Kazinczy utcai (nyugati) homlokzat 19 axisú, ennek középső hét tengelyét szintén rizalittal emelték ki. A középtengelyben szegmensíves (egykor oroszlánfejjel díszített zárókővel rendelkező) kapubejáró van. A nem túl nagy méretű udvar függőfolyosóit erőteljes konzolok támasztják. A homlokzati erkélyeket valószínűleg az 1940-es években szüntették meg. Az emeleti ablakok fölött alacsony szegmens szemöldökpárkányok vannak, benne tárcsás stukkódíszekkel, a többi ablak fölött egyenes, szögletes záradékkal kiegészített szemöldökpárkány volt. A sarkokat és a rizalitok széleit rusztikus vakolatkváder díszítette. A ház homlokzatát fölül díszes balusztrád zárta. 2006-ban elkészült a ház felújítási terve, a munkálatok azonban azóta sem kezdődtek el.

## Képek

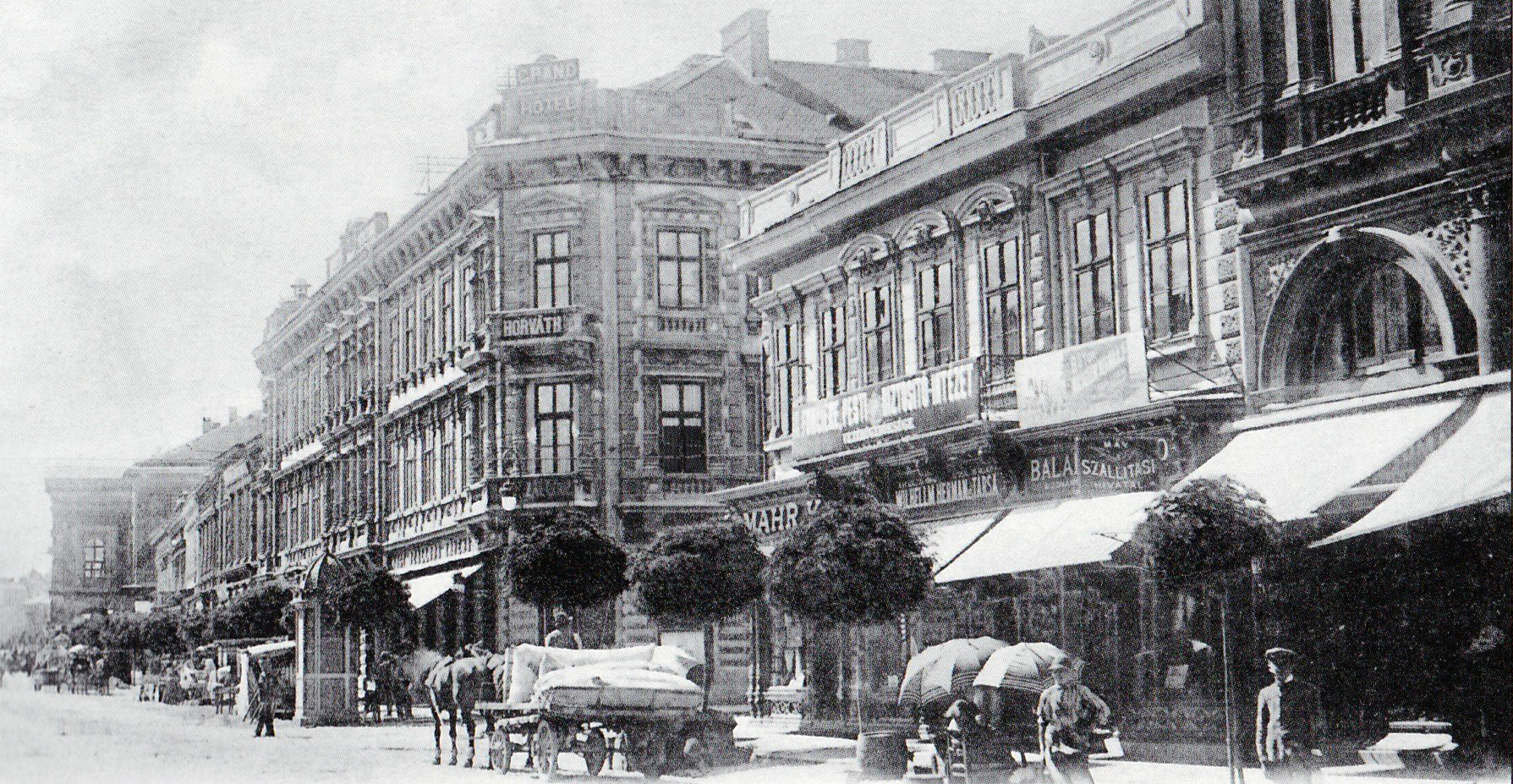
A ház 1900 előtt (díszeivel, erkélyével)
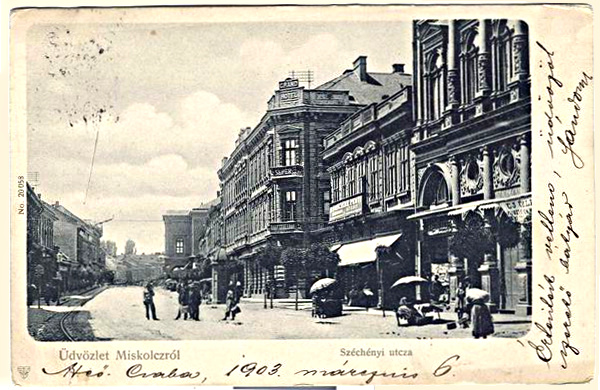
Képeslap 1902-ből
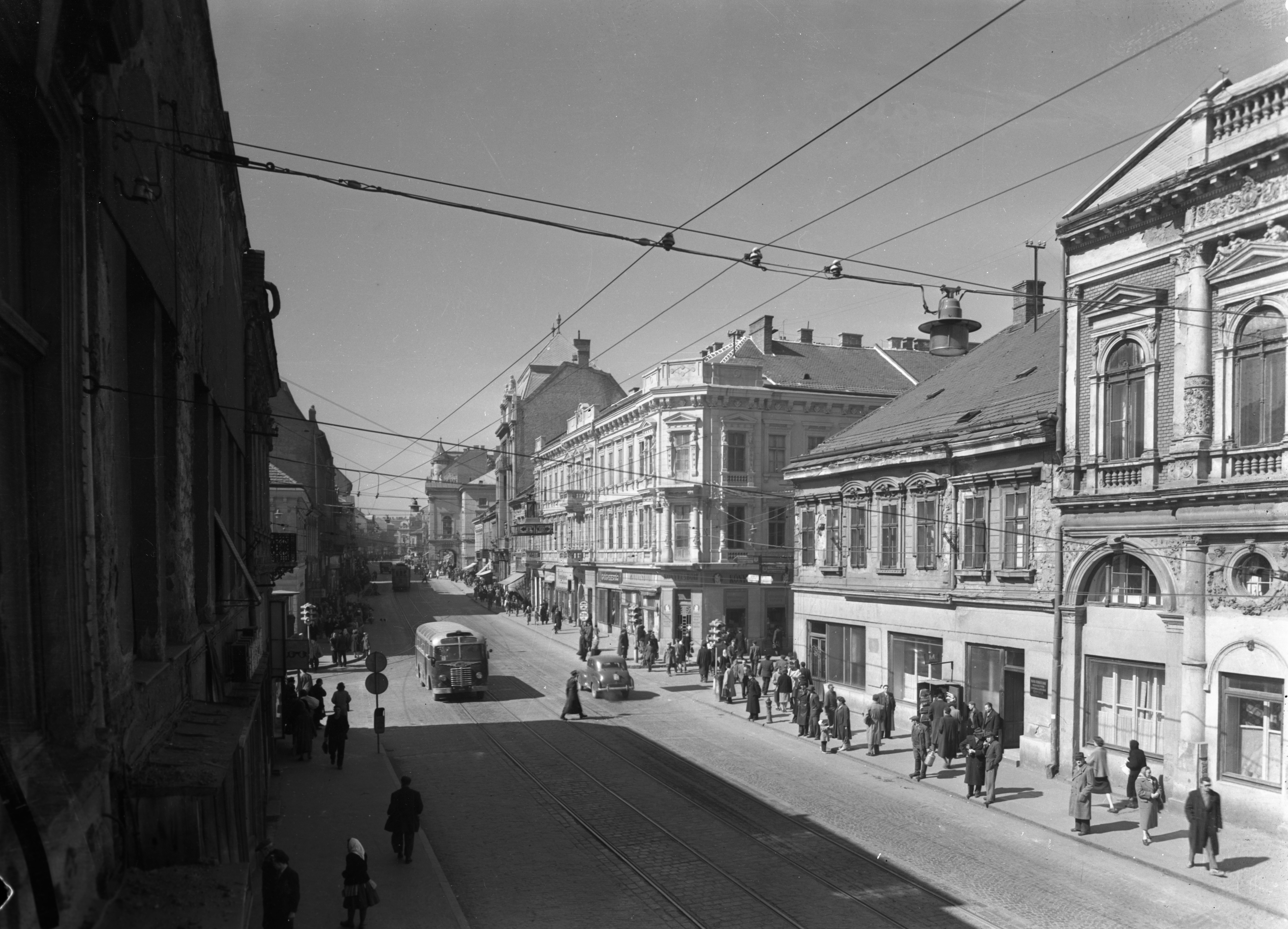
1957-es fénykép
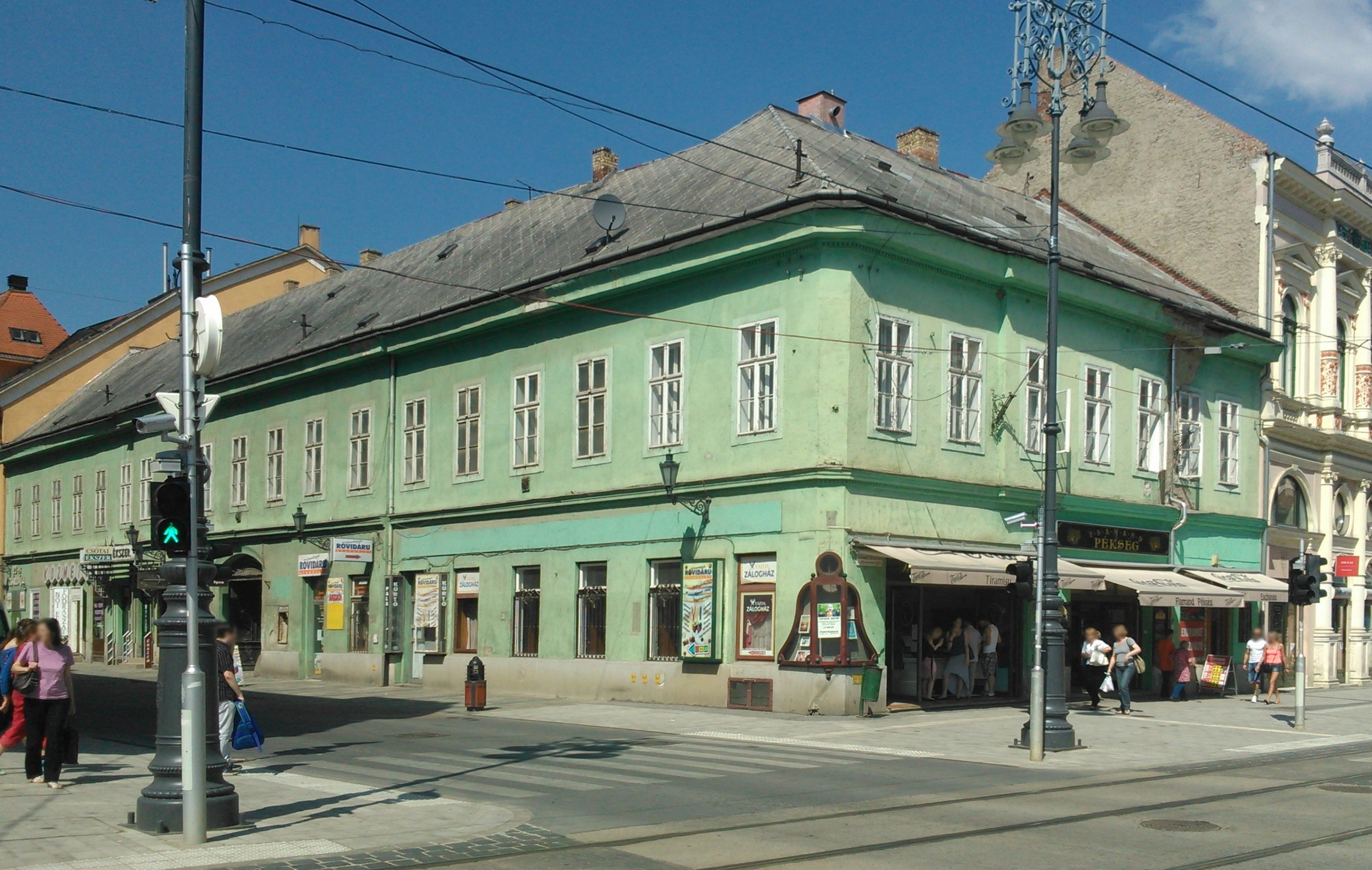
A sarokház 2014-ben
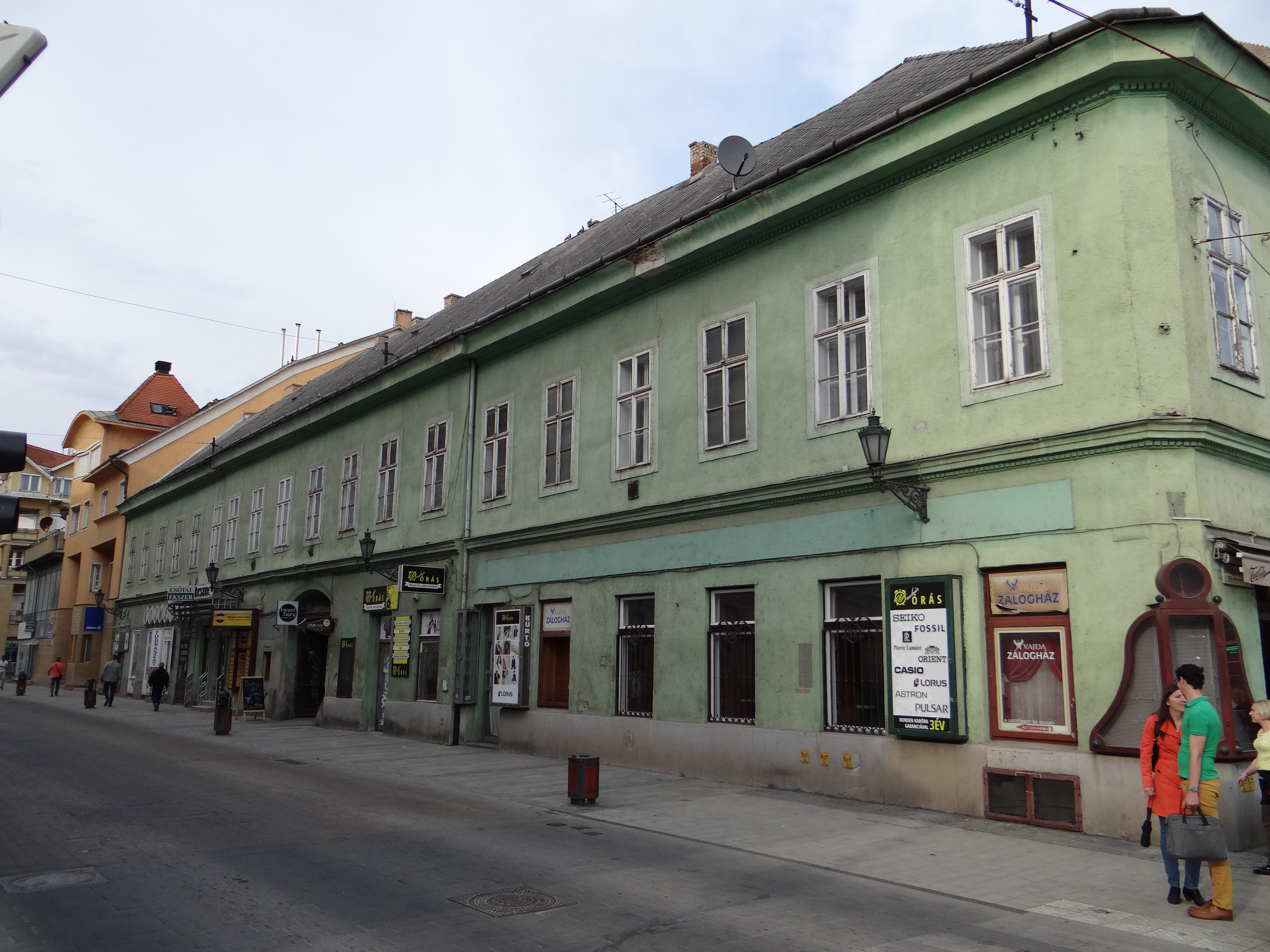
A ház nyugati, Kazinczy utcai oldala
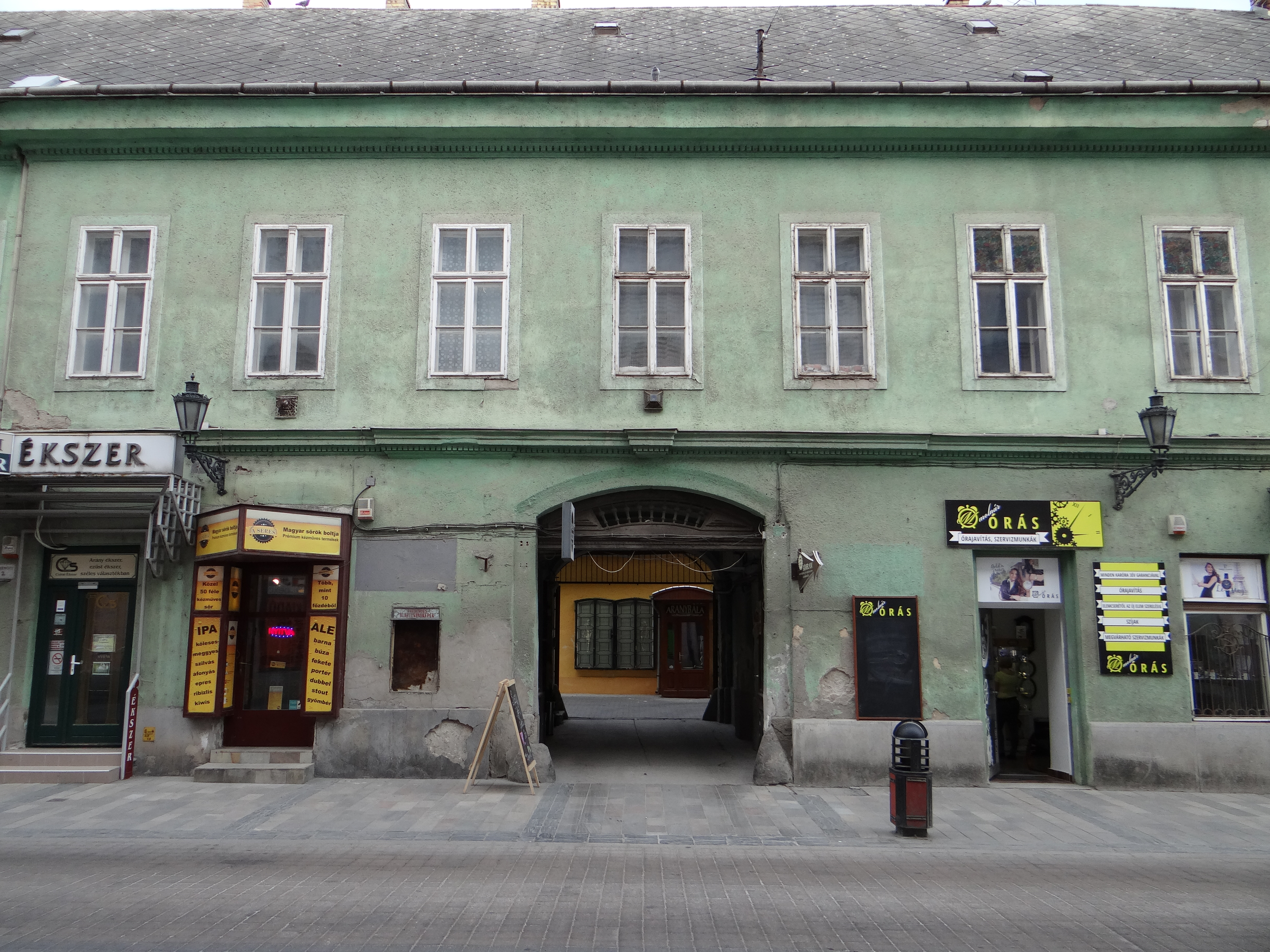
A ház kapubejárója a Kazinczy utcán
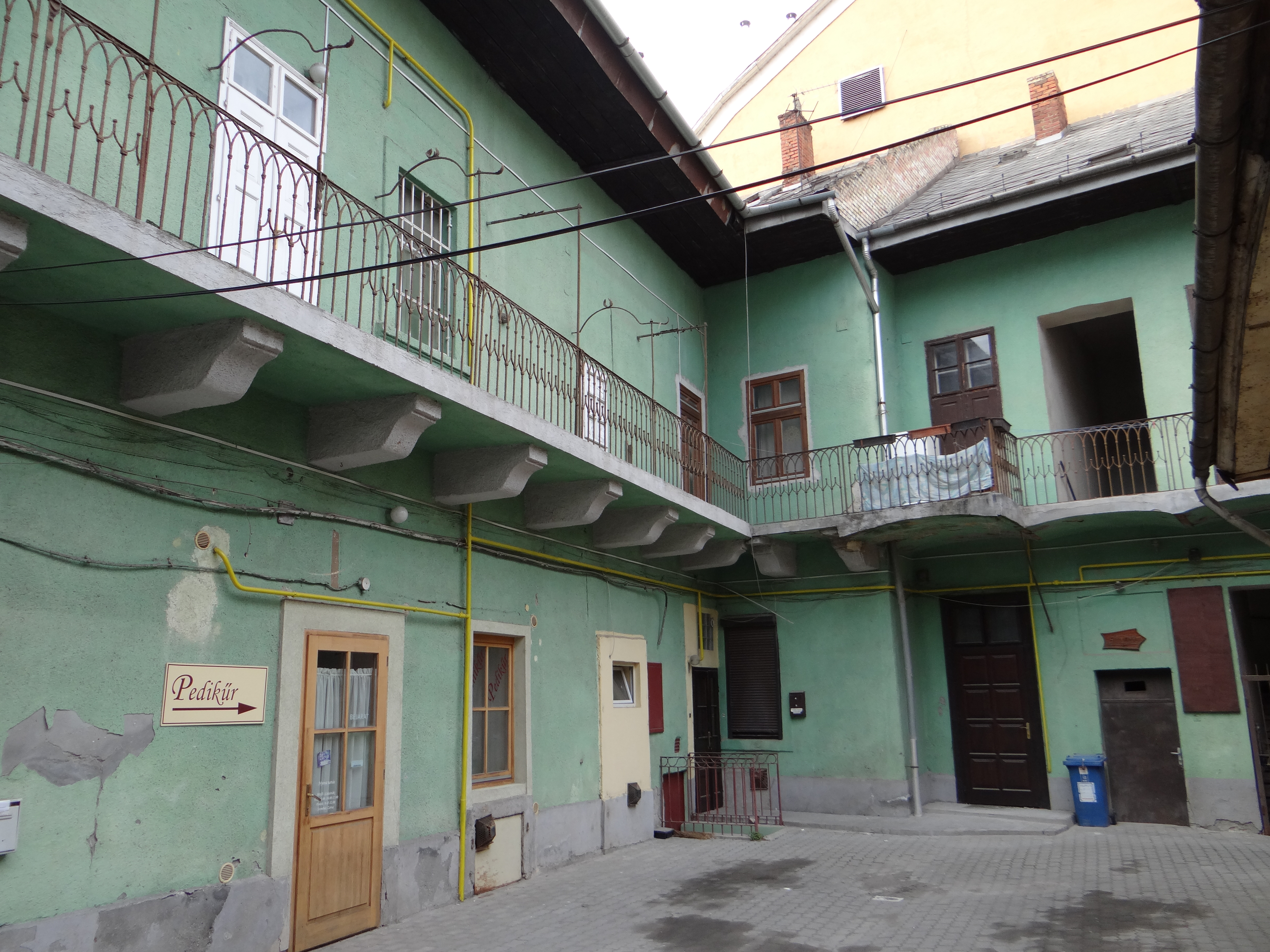
Belső udvar